# 逆噴射

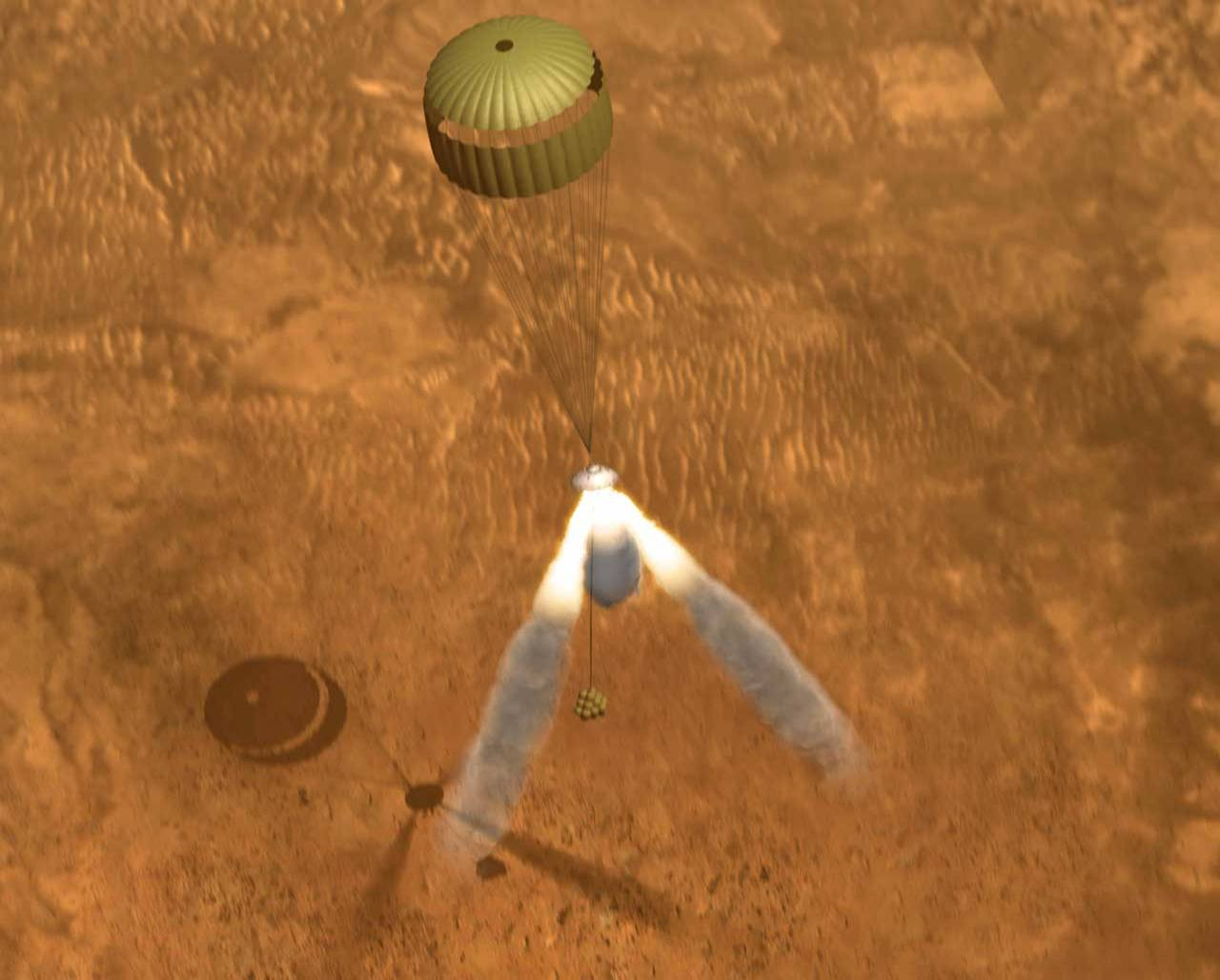
逆噴射で減速する降下中の火星探査機のイメージ

逆噴射（ぎゃくふんしゃ）とは、ジェットエンジンまたはロケットエンジンの噴射の方向を進行方向と異なる向きに変えることで、航空機または宇宙船の動きを制御する方法の1つである。

## 航空機と宇宙船
航空機では、逆噴射装置を使用して推力を反転し、着陸後の減速時などに車輪ブレーキの補助的なものとして制動距離を縮めるために用いられる。飛行中に逆噴射を行うのは危険な行為であり、速度が急激に落ち、それに伴って揚力も急激に減少して操縦不能に陥る危険がある。宇宙船では、大気圏に突入する前に減速して地球の周回軌道を離脱するために用いられる。宇宙船の場合は、メイン・エンジンの推力の方向を変えるのではなく、逆噴射用の姿勢制御補助ロケットエンジンを用いて飛行中に行う点が航空機と異なる。逆噴射をかける時間や推力を調節する必要があり、固体燃料ロケットでは一度点火してしまうと推力の調節や燃焼の中断ができないため、液体燃料ロケットを用いる。

## 流行語としての「逆噴射」
1982年（昭和57年）に起きた日本航空350便墜落事故において、機長が統合失調症の症状で異常をきたし、飛行中に逆噴射を行ったことが大きく報道されたため、「逆噴射」という言葉は急な精神錯乱や不可解な行動をさす用語として、事故のあった当時は各方面で流行語ともなった。
- 1982年、中央競馬の牡馬クラシック路線の最有力馬の一角と見られていたサルノキングは、3月のスプリングステークスで1番人気となったが、騎手の判断によるとされる不可解なレース内容で見せ場を作れないまま敗戦。これが様々な憶測を呼び、「逆噴射」という表現が多用された（サルノキングの逆噴射）。
- 1984年のATG映画「逆噴射家族」のタイトルもこの流行語に由来するものである。
- 墜落事故当時、精神障害のある人間の代名詞的に「逆噴射」という言葉が多用された。当時は個人情報の保護もなかったため、このパイロットの実名もその種の代名詞に使われることが多かった。